# بوكي بارك 2: واندرز بيوند
بوكي بارك 2: واندرز بيوند (باليابانية: ポケパーク2 ＢＷ ビヨンド・ザ・ワールド) (بالإنجليزية: PokéPark 2: Wonders Beyond)‏، هي لعبة فيديو من تطوير ستوديو كرايتشرز، و من دار نشر ذا بوكيمون كومباني، صدرت سنة 2011 في اليابان، وسنة 2012 في جميع أنحاء العالم، حيث تعمل لمنصة وي.